# 1-Octanol
Octan1-ol (también llamado 1-octanol, octanol-1, n-octanol, alcohol octílico o simplemente octanol) es un alcohol primario cuya cadena carbonada es lineal con ocho átomos de carbono y cuya fórmula molecular es CH3(CH2)7OH.  Aunque el término octanol es aplicable a toda la familia de los octanoles, a veces es empleado para referirse exclusivamente al 1-octanol. Posee numerosos isómeros de cadena, posición, función y ópticos como el 2-octanol, 3-octanol y 4-octanol.
El 1-octanol se presenta en la Naturaleza en forma de ésteres de algunos aceites esenciales. Se emplea principalmente para la fabricación de varios ésteres (que pueden ser tanto sintéticos como de origen natural), como el acetato de octilo, que se emplean en perfumería y como aromatizantes. También se utiliza en Medicina en el tratamiento del temblor esencial y otros tipos de temblores neurológicos involuntarios. Es empleado en química orgánica y en química farmacéutica como disolvente de referencia para estudiar el comportamiento de una sustancia activa, fármaco o tóxico, frente a los lípidos, a través del estudio de su coeficiente de reparto octanol-agua.

## Preparación
El 1-octanol se prepara industrialmente mediante la oligomerización de etileno en presencia de hidrógeno y aluminio para formar trietilaluminio, seguido de la oxidación de dicho compuesto de alquilaluminio.  Las reacciones implicadas son:
Al + 3/2H2 + 3C2H4 → Et3Al  (proceso Ziegler)
Al(C2H5)3  +  9 C2H4   →  Al(C8H17)3
Al(C8H17)3 +  3 O2  +  3 H2O  →  3 HOC8H17  +  Al(OH)3
Este proceso genera una mezcla de alcoholes que se separan por destilación.

## Coeficiente de partición octanol-agua
El 1-octanol y el agua son inmiscibles.  La distribución o partición o repartode un compuesto en una mezcla bifásica de 1-octanol y agua se emplea para calcular el coefieciente de reparto octanol-agua de esa sustancia, KOW o POW, que suele expresarse en forma del logaritmo decimal de dicho valor (log  KOW o log POW).
Dicho coeficiente indica el carácter hidrófilo o hidrófobo de esa sustancia y es una aproximación relativamente buena de la distribución que experimentará esa sustancia entre el citosol y las membranas lipídicas de las células de animales y plantas. 
Muchos modelos de absorción dérmica (a través de la piel) consideran que el coeficiente de partición estrato córneo/ agua puede aproximarse como una función del coeficiente de reparto octanol-agua de la forma: :
{\displaystyle \log(K_{sc/w})=a+b\log(K_{w/o})}
donde a y b son constantes,{\displaystyle K_{sc/w}} es el oeficiente de partición estrato córneo/ agua, y {\displaystyle K_{o/w}} es el coeficiente de reparto octanol-agua.  Los valores de las constantes a y b varían según los autores estudiados, pero Cleek & Bunge 
han señalado los valores a=0, b=0,74.